# Louis-Chrysostome Michel
Louis-Chrysostome Michel, dit Michel de Bourges, né à Pourrières (Var) en 1797 et mort à Montpellier en 1853, est un avocat et homme politique français.

## Biographie
Reçu avocat en 1826, il s'installa à Bourges, où il se fit bientôt remarquer par ses qualités professionnelles, ses talents d'orateur et ses ardentes convictions républicaines. Son nom fut rapidement mêlé aux procès politiques les plus retentissants de la monarchie de Juillet. Il fut élu député de Niort en 1837, et siégea jusqu'en 1839. Il fut à nouveau élu sous la Seconde république, en 1849, et siégea alors sur les bancs de la Montagne.
Son premier procès célèbre fut celui en 1831 de Godefroy Cavaignac et de neuf artilleurs de la garde nationale accusés d'avoir signés l'acte d'association contre le retour des princes de la maison de Bourbon de la branche aînée.
À la suite de la manifestation du 15 mai 1848, il fut l'un des avocats des accusés traduits devant la Haute Cour de justice de Bourges (mars-avril 1849) ; il défend également des responsables de la journée du 13 juin 1849 ayant à répondre de leurs actes devant la Haute Cour de Versailles (octobre-novembre 1849), et les responsables du complot de Lyon devant le conseil de guerre. Politiquement, le nom de Michel de Bourges reste attaché au fameux discours qu'il prononça devant l'Assemblée nationale le 17 novembre 1851, dans lequel il repoussait l'idée d'un possible coup d'État de la part du président de la République Louis-Napoléon Bonaparte, et rassurait les députés en affirmant qu'ils étaient protégés par une « sentinelle invisible », le Peuple.
Quand, deux semaines plus tard, éclata le coup d'État du 2 décembre 1851, il ne fut pas proscrit. Il se retira à Montpellier, où il mourut obscurément moins de deux ans plus tard.
Il est enterré au cimetière des Capucins, à Bourges.

## Histoire littéraire
Dans l'histoire littéraire, Michel de Bourges est connu pour avoir été, de 1835 à 1837, l'amant de George Sand, dont il défendait les intérêts comme avocat.
Il est le sujet de la partie VI de son ouvrage Les lettres d'un voyageur intitulée A Everard qui n'est autre que Michel de Bourges. 